# Neonauclea forsteri
Neonauclea forsteri är en måreväxtart som först beskrevs av Berthold Carl Seemann och George Darby Haviland, och fick sitt nu gällande namn av Elmer Drew Merrill. Neonauclea forsteri ingår i släktet Neonauclea och familjen måreväxter. Inga underarter finns listade i Catalogue of Life.